# Ti sento (Luciano Ligabue)
Ti sento è un brano musicale scritto da Luciano Ligabue e quarto singolo estratto dall'album Fuori come va?, pubblicato negli ultimi mesi del 2002 dopo il successo ottenuto dal cantautore al trentanovesimo Festivalbar con Tutti vogliono viaggiare in prima ed Eri bellissima.

## Descrizione
È una delle canzoni d'amore dell'album.

## Il video musicale
Diretto da Paolo Monico, alterna sequenze del cantautore che esegue il brano ad altre di vari personaggi, fra i quali i più ricorrenti sono una giovane coppia, lei bianca e lui di colore.
- Videoclip ufficiale, su YouTube. URL consultato il 9 gennaio 2015.

Il videoclip è stato inserito nei DVD Secondo tempo del 2008 e Videoclip Collection del 2012, quest'ultima distribuita solo nelle edicole.

## Tracce
1. Ti sento – 3:39 (Luciano Ligabue)

## Formazione
- Luciano Ligabue - voce, chitarra ritmica

### La Banda
- Federico Poggipollini - chitarra solista
- Mel Previte - chitarra semiacustica
- Antonio Righetti - basso
- Roberto Pellati - batteria, percussioni
- Fabrizio Simoncioni - pianoforte, tastiera, cori

### Altri musicisti
- Fabrizio Barbacci - chitarra acustica